# 社会主义统一分子党
社会主义统一分子党（羅馬化：al-Wahdawiyyun al-Ishtirakiyyun）是叙利亚历史上的一個纳赛尔主义政党。1962年，该党从阿拉伯复兴社会党中分裂出来。它曾参加全国进步阵线，奉行社会主义和阿拉伯民族主义，并且接受阿拉伯复兴社会党在全国进步阵线中的领导。
在2007年叙利亚议会选举中，该党获得250个议会席位中的6个。在2012年叙利亚议会选举中，该党获得250个议会席位中的18个。